# Belogorsk
Belogorsk é uma cidade russa, localizada no Oblast de Amur, podendo chegar a -30 °C no inverno (a temperatura mais baixa registrada foi de -63 °C), o que a torna uma das cidades mais frias daquela região.